# Augusto Bonetti
Augusto Bonetti CM (ur. 15 maja 1831 w Murialdo, zm. 19 sierpnia 1904) – włoski duchowny rzymskokatolicki, lazarysta, arcybiskup, dyplomata papieski, delegat apostolski w Konstantynopolu.

## Biografia
W 1859 otrzymał święcenia prezbiteriatu i został kapłanem Zgromadzenia Księży Misjonarzy.
5 maja 1885 papież Leon XIII mianował go biskupem tytularnym Cardicium. 12 lipca 1885 w kaplicy lazarystów w Paryżu przyjął sakrę biskupią z rąk nuncjusza apostolskiego we Francji, arcybiskupa benewentyńskiego Camillo Siciliano di Rende. Współkonsekratorami byli biskup Angers Charles-Emile Freppel oraz biskup wersalski Pierre-Antoine-Paul Goux.
6 maja 1887 ten sam papież mianował go delegatem apostolskim w Konstantynopolu oraz arcybiskupem tytularnym palmyrańskim.
Pełnił ten urząd do śmierci 19 sierpnia 1904.